# Время Каира
«Время Каира» (англ. Cairo Time) — канадский фильм 2009 года режиссёра и сценариста Рубы Надды, который на кинофестивале с Торонто завоевал приз в номинации «Лучший канадский фильм».

## Сюжет
Джульетта (Патриша Кларксон) — редактор канадского женского журнала, она приезжает в Каир, чтобы провести отпуск вместе со своим мужем Марком (Tom McCamus). Марк работает в ООН и находится в Секторе Газа, где неспокойно и он не может отлучиться к жене, поэтому просит своего друга Тарека (Александр Сиддиг) встретить Джульетту в аэропорту и помочь ей, пока она одна находится в Каире. Проводя большую часть свободного времени вместе постепенно Джульетта и Тарек влюбляются друг в друга, хотя их любовь так и остается исключительно платонической.

## В ролях
- Патриша Кларксон — Джульетта Грант
- Александр Сиддиг — Тарек Халиф
- Елена Анайя — Катрин
- Том Маккэмус — Марк
- Амина Аннаби — Ясмин
- Эндрю Каллен — Джим
- Мона Хала — Джамиль
- Фадия Надда — Ханан

## Критика
Фильм получил положительные отзывы кинокритиков. На сайте Rotten Tomatoes фильм имеет рейтинг 81 % на основе 78 рецензий со средним баллом 6,9 из 10. На сайте Metacritic фильм имеет оценку 67 из 100 на основе 26 рецензий критиков, что соответствует статусу «в целом положительные отзывы».